# Vincent Trocheck
Vincent Trocheck (ur. 11 lipca 1993 w Pittsburghu) – amerykański hokeista, gracz ligi NHL, reprezentant Stanów Zjednoczonych.

## Kariera klubowa
- Saginaw Spirit (2009-2012)
- Florida Panthers (23.04.2012 -
  -  Saginaw Spirit (2012-2013)
  -  Plymouth Whalers (2012-2013)
  -  San Antonio Rampage (2013-2015)

## Kariera reprezentacyjna
- Reprezentant USA na MŚJ U-20 w 2013
- Reprezentant USA na MŚ w 2014
- Reprezentant Ameryki Północnej na PŚ w 2016

## Sukcesy
Indywidualne
- Występ w Meczu Gwiazd NHL w sezonie 2016-2017

Reprezentacyjne
- Złoty medal z reprezentacją USA na MŚJ U-20 w 2013